# Erekruis van het Belgische Rode Kruis 1939 1945
Het Erekruis van het Belgische Rode Kruis 1939 1945 werd ingesteld om bijzondere verdiensten voor het Belgische Rode Kruis tijdens de Tweede Wereldoorlog te belonen. 
Het Belgische Rode Kruis heeft deze onderscheiding in navolging van haar zusterverenigingen in andere staten ingesteld. Ook in Nederland werd een Herdenkingskruis van het Rode Kruis ingesteld.

## Het kruis
Het verguld zilveren Erekruis van het Belgische Rode Kruis 1939 1945 wordt aan een rood lint met een brede witte middenstreep op de linkerborst gedragen. Het kruis heeft de vorm van het Kruis van Genève met in het middendeel een geëmailleerd achthoekig schild in sabel beladen met de Leeuw van Brabant in or is afgebeeld. De vier armen zijn rood geëmailleerd.
Als verhoging en verbinding met het lint dient een gouden beugelkroon. De beugelkroon duidt aan dat het Belgische Rode Kruis onder Koninklijke bescherming staat.